# Кодимський район
Ко́димський райо́н  — колишній район Одеської області України. Районний центр — Кодима.
Ліквідований відповідно до Постанови Верховної Ради України «Про утворення та ліквідацію районів» від 17 липня 2020 року.

## Географія
Кодимський район був розташований на крайньому північному заході Одеської області в південній лісостеповій частині Подільської височини. Район межував на сході з Балтським, на півдні — з Подільським районами Одеської області, на заході — з Молдовою, на півночі — з Вінницькою областю.
Поверхня району являє собою хвилясту степову рівнину, порізану ярами і балками. Згідно з географічним положенням території характеризується помірним континентальним кліматом. Територія району — 81,844 тис. га., у тому числі сільськогосподарські угіддя —  58 255 га, з них: рілля — 41 945 га , багаторічні насадження — 2 138 га, сіножаті —  3 187,7 га, пасовища — 9 087 га, перелоги — 4 034,92 га; ліси та інші лісовкриті площі займають 16 338,6 га, землі під забудовою — 1 942,2 га, кар'єри та інші розробки корисних копалин — 89,92 га (станом на 1 січня 2020 року).
В районі протікає 10 річок: Кодима — впадає в Південний Буг, річка Білоч бере початок в с. Серби впадає в Дністер, Савранка — протікає через села Пиріжна, Івашків, річка Гонорівка протікає в с. Баштанків, Майстриха — с. Загнітків, Рибниця — с. Мала Слобідка, Молокиш, Сухий Молокиш — с.Шершенці. Є також 51 водоймище загальною площею 184 га, 45 струмків загальною довжиною 137 км.
На території району створено ландшафтний заказник місцевого значення «Березівський», заповідне урочище місцевого значення «Чабанка», 2 ботанічні пам'ятки природи місцевого значення («Перша діброва червоного дуба», «Друга діброва червоного дуба»), а також 3 гідрологічні пам'ятки природи місцевого значення: «Джерело "Слобідка"», «Джерело "Канава"», «Джерело "Зустріч"». Сукупна площа природно-заповідного фонду Кодимського району складає 3199,6 га.

## Історія
Утворений 7 березня 1923 року як Крутянський район з Крутянської, Писарівської і Будійської волостей з центром в Крутих у складі Балтської округи.
26 листопада 1924 Балтська округа розформована. Сербівська, Кодимська, Французька і Будейська сільради перейшли до Тульчинської округи.

Район перейшов до складу АМСРР.
29 вересня 1926 до району приєднані Сербівська, Кодимська, Французька і Будейська сільради Тульчинської округи.
1930 року район став Кодимським.
1 жовтня 1937 приєднана Смолянська сільська рада Балтського району.
У серпні 1940 перейшов до складу Одеської області.
30 грудня 1962 ліквідований, територія перейшла до Балтського району.
4 січня 1965 утворений знову в складі Кодимської та Слобідської селищних Рад і Будеївської, Грабівської, Івашківської, Лабушненської, Олексіївської, Петрівської, Сербівської, Тимківської та Шершенецької сільрад Балтського району; Баштанківської та Загнітківської сільрад Крижопільського району Вінницької області.

## Населення
- 1926 — 50 913 (у т.ч. с. Кодима 5329)
- 1939 — 48 972 (у т.ч. смт. Кодима 6418 і смт. Слобідка 2584)

Розподіл населення за віком та статтю (2001)
| Стать | Всього | До 15 років | 15-24 | 25-44 | 45-64 | 65-85 | Понад 85 |
| --- | ------ | ----------- | ----- | ----- | ----- | ----- | -------- |
| Чоловіки | 15 681 | 3363        | 1757  | 4582  | 3771  | 2132  | 76       |
| Жінки | 19 105 | 3238        | 1827  | 4586  | 4704  | 4374  | 376      |
| \| Статево-вікова піраміда \| Статево-вікова піраміда \| Статево-вікова піраміда \| \| ----------------------- \| ----------------------- \| ----------------------- \| \| Чоловіки \| Вік \| Жінки \| \| 76 \| 85 + \| 376 \| \| 144 \| 80-84 \| 483 \| \| 399 \| 75-79 \| 1165 \| \| 717 \| 70-74 \| 1454 \| \| 872 \| 65-69 \| 1272 \| \| 1148 \| 60-64 \| 1629 \| \| 690 \| 55-59 \| 904 \| \| 930 \| 50-54 \| 1055 \| \| 1003 \| 45-49 \| 1116 \| \| 1286 \| 40-44 \| 1189 \| \| 1160 \| 35-39 \| 1202 \| \| 1090 \| 30-34 \| 1125 \| \| 1046 \| 25-29 \| 1070 \| \| 805 \| 20-24 \| 887 \| \| 952 \| 15-20 \| 940 \| \| 1398 \| 10-14 \| 1314 \| \| 1163 \| 5-9 \| 1086 \| \| 802 \| 0-4 \| 838 \| |        |             |       |       |       |       |          |
| Статево-вікова піраміда |        |             |       |       |       |       |          |
| Чоловіки | Вік    | Жінки       |       |       |       |       |          |
| 76 | 85 +   | 376         |       |       |       |       |          |
| 144 | 80-84  | 483         |       |       |       |       |          |
| 399 | 75-79  | 1165        |       |       |       |       |          |
| 717 | 70-74  | 1454        |       |       |       |       |          |
| 872 | 65-69  | 1272        |       |       |       |       |          |
| 1148 | 60-64  | 1629        |       |       |       |       |          |
| 690 | 55-59  | 904         |       |       |       |       |          |
| 930 | 50-54  | 1055        |       |       |       |       |          |
| 1003 | 45-49  | 1116        |       |       |       |       |          |
| 1286 | 40-44  | 1189        |       |       |       |       |          |
| 1160 | 35-39  | 1202        |       |       |       |       |          |
| 1090 | 30-34  | 1125        |       |       |       |       |          |
| 1046 | 25-29  | 1070        |       |       |       |       |          |
| 805 | 20-24  | 887         |       |       |       |       |          |
| 952 | 15-20  | 940         |       |       |       |       |          |
| 1398 | 10-14  | 1314        |       |       |       |       |          |
| 1163 | 5-9    | 1086        |       |       |       |       |          |
| 802 | 0-4    | 838         |       |       |       |       |          |

У Кодимському районі українці становлять абсолютну більшість населення:
- українці — 94,8%,
- росіяни — 2,9%,
- молдовани — 1,6%,
- білоруси — 0,2%,
- інші національності — 0,5%.

За переписом 2001 року розподіл мешканців району за рідною мовою був наступним:
- українська — 95,48 %
- російська — 3,42 %
- молдовська — 0,83 %
- білоруська — 0,06 %
- болгарська — 0,05 %
- вірменська — 0,04 %

Населення району станом на 2015 рік становило 29 756 осіб, з них міського — 11 203, сільського — 18 553 осіб.

## Економіка

### Промисловість
За даними центральних геологічних фондів Мінгео України на території району містяться родовища піску будівельного, сировини для грубої кераміки, каменю пиленого, вапняків.
Відомі родовища: Олександрівське (пісок для бетону) — запаси — 3075 тис. м³, Кодимське (пісок, суглинок) − 1751 тис. м³, Загнітківське (вапно) — 21253 тис. м³, Грабівське (вапно) — 5 ділянок площею 21 га та об'ємом 13 млн тонн та інші.

### Сільське господарство
Сільське господарство спеціалізується на виробництві зерна, цукрових буряків, овочів, фруктів та продукції тваринництва. Промисловість району представлена підприємствами будівельних матеріалів та харчової промисловості.

## Транспорт
Територію району перетинають шляхи Криве Озеро—Балта, Кодима—Котовськ. Довжина автошляхів загального користування становить 555 км, з них шляхи з твердим покриттям — 413 км, з яких 249 км покриті асфальтобетоном і бетоном. Кодимський район перетинає дві залізничні магістралі Одеса—Київ, Слобідка-Рибниця. Район обслуговують залізничні станції: Кодима, Абамеликове, Слобідка.

## Політика
25 травня 2014 року відбулися Президентські вибори України. У межах Кодимського району були створені 32 виборчі дільниці. Явка на виборах складала - 49,45% (проголосували 11 825 із 23 911 виборців). Найбільшу кількість голосів отримав Петро Порошенко - 50,38% (5 957 виборців); Юлія Тимошенко - 15,86% (1 876 виборців), Сергій Тігіпко - 10,76% (1 272 виборців), Олег Ляшко - 5,77% (682 виборців), Вадим Рабінович - 4,03% (477 виборців). Решта кандидатів набрали меншу кількість голосів. Кількість недійсних або зіпсованих бюлетенів - 1,72%.

## Екскурсійні об'єкти
- Історико-краєзнавчий музей в м. Кодима (розташований в споруді 18 століття, колишньому маєтку пана Розенфельда).
- Історико-краєзнавчий музей в с. Серби́.
- Вітряк в с. Будеї.[16]
- Меморіальний музей народного художника Столиці Євгена Івановича в с. Будеї.
- Печера Кармалюка біля с. Загнітків. Штучна печера, що пов'язується з Устимом Кармалюком.